# ستيف جوليان
ستيف جوليان (بالإنجليزية: Steve Julian)‏ هو مقدم برامج إذاعية أمريكي، ولد في 4 يوليو 1958، وتوفي في 24 أبريل 2016.